# Kaavi
Kaavi – wieś w Estonii, w prowincji Sarema, w gminie Torgu. Około dwóch kilometrów na południowy wschód od wsi usytuowana jest latarnia morska Kaavi.